# Slim, M'Sila
Slim là một đô thị thuộc tỉnh Msila, Algérie. Dân số thời điểm năm 2002 là 5.777 người.